# ألين ويست (موسيقي)
ألين ويست (بالإنجليزية: Allen West)‏ هو موسيقي أمريكي، ولد في 17 أكتوبر 1967 في براندون ‏ في الولايات المتحدة.

## وصلات خارجية
- ألين ويست على موقع ميوزك برينز (الإنجليزية)
- ألين ويست على موقع أول ميوزيك (الإنجليزية)
- ألين ويست على موقع ديسكوغز (الإنجليزية)